# Norra bönhuset
Norra bönhuset, även Sarons kapell eller Templet Gestrikland var en kyrka i Gävle, belägen på Norra Kungsgatan 29. Det var metodisternas första kyrka i Gävle och den invigdes år 1873. Den byggdes om åren 1889 och 1901. Kyrkan revs år 1987.